# تودا اوجیتاکا
تودا اوجیتاکا (به ژاپنی: (戸田氏共 Toda Ujitaka); ۲۳ ژوئیهٔ ۱۸۵۴ – ۱۷ فوریهٔ ۱۹۳۶) سیاستمدار در دوره باکوماتسو اهل ژاپن بود.